# Tom Schanley
Thomas Lee Schanley (ur. 5 maja 1961 w Arlington Heights w stanie Illinois) – amerykański aktor telewizyjny i filmowy, scenarzysta i producent filmowy.

## Filmografia

### filmy fabularne
- 1985: Sotto il vestito niente jako Bob Crane
- 1985: Gorączka hazardu (Fever Pitch) jako Scanlon
- 1987: Alamo: Trzynaście dni do chwały (The Alamo: Thirteen Days to Glory) jako szeregowy Danny Cloud
- 1989: Wysłuchaj mnie (Listen to Me) jako Stewart Shields
- 1993: A orkiestra grała dalej (And the Band Played On, TV) jako kelner
- 1996: Szalona odwaga jako indagator
- 1997: Teoria spisku jako adwokat
- 2008: Samotny jeździec (Lone Rider, TV) jako Mike Butler
- 2011: Lepsze życie jako oficer ICE
- 2012: Dorwać gringo jako Gregor, amerykański hitman

### seriale TV
- 1987: Dynastia jako Josh Harris
- 1991: Napisała: Morderstwo jako Rick
- 1993: Słoneczny patrol jako Lucas
- 1995: Dzieci prerii jako oficer Kawalerii
- 1995: Melrose Place jako John Rawlings
- 1996: Renegat jako Patrick
- 1996: Mroczne dziedzictwo jako Tom Davace
- 1998: Ostry dyżur
- 1999: JAG – Wojskowe Biuro Śledcze jako P.O. 3rd Class Colbert
- 2001: V.I.P. jako Fallon
- 2002: Dotyk anioła jako Howard
- 2003: Babski oddział jako Paul Green
- 2003: JAG – Wojskowe Biuro Śledcze jako komandor Winter
- 2004: Czarodziejki jako rój generał
- 2004: CSI: Kryminalne zagadki Miami jako Adam Decker
- 2004: Star Trek: Enterprise jako Greer
- 2005: CSI: Kryminalne zagadki Nowego Jorku jako Eli Bishop
- 2006: Krok od domu jako tato Amandy
- 2006: Podkomisarz Brenda Johnson jako Carson
- 2006: Dexter jako komornik Paula
- 2007: Zabójcze umysły jako Evan Abby
- 2007: Bez śladu jako Richard Griffin
- 2009: Bezimienni jako Jack Driscoll
- 2010: Castle jako William Carraway
- 2011: Agenci NCIS jako porucznik Dean Massey
- 2012: Hawaii Five-0 jako Wilson Hines
- 2014: Agenci NCIS: Los Angeles jako Gabe Stanfill
- 2016: Agenci NCIS: Nowy Orlean jako Anthony Flanders